# Andrena pallidifovea
Andrena pallidifovea is een vliesvleugelig insect uit de familie Andrenidae. De wetenschappelijke naam van de soort is voor het eerst geldig gepubliceerd in 1904 door Henry Lorenz Viereck.